# Hale Hamilton
Pour les articles homonymes, voir Hamilton.
Hale Hamilton (né le 28 février 1879 à Fort Madison en Iowa, mort le 19 mai 1942 à Hollywood) est un acteur américain. 
Il était marié à l'actrice Grace Larue (en). Il est apparu dans de nombreux courts-métrages entre 1901 et 1929.

## Filmographie partielle
- 1923 : His Children's Children de Sam Wood
- 1925 : Manucure (The Manicure Girl) de Frank Tuttle
- 1926 : Les Dieux de bronze (Tin Gods) d'Allan Dwan
- 1926 : Célibataires d'été (Summer Bachelors) d'Allan Dwan
- 1927 : The Telephone Girl de Herbert Brenon
- 1930 : Il faut payer (Paid), de Sam Wood
- 1930 : Terre commune (Common Clay) de Victor Fleming
- 1931 : Le Grand Amour
- 1931 : La Courtisane
- 1931 : Docteur Karlov (Drums of Jeopardy) de George B. Seitz
- 1931 : New Adventures of Get Rich Quick Wallingford de Sam Wood
- 1931 : Le Champion
- 1932 : La vie commence (Life Begins)
- 1932 : Les Chasses du comte Zaroff
- 1932 : Je suis un évadé
- 1932 : Love Affair de Thornton Freeland
- 1932 : Manhattan Tower de Frank R. Strayer
- 1933 : Entrée des employés de Roy Del Ruth
- 1933 : Parole Girl d'Edward F. Cline
- 1934 : La Belle du Missouri de Jack Conway
- 1934 : City Park de Richard Thorpe
- 1935 : La Dame en rouge de Robert Florey
- 1935 : Cinquante mille dollars morte ou vive (Three Kids and a Queen) d'Edward Ludwig
- 1935 : Vivre sa vie de W. S. Van Dyke
- 1935 : Chronique mondaine de Robert Z. Leonard
- 1935 : The Nitwits de George Stevens
- 1935 : Grande Dame (Grand Old Girl) de John S. Robertson